# Marie-Catherine-Joseph Le Moyne de Longueuil
Marie-Catherine-Joseph Le Moyne de Longueuil , född 1756, död 17 februari 1841, var en kanadensisk företagare och filantrop. Hon skötte ett flertal gods, fastigheter och andra företag, samt var ägare av Baroniet de Longueuil med vidhängande länsrättigheter 1806-1841.